# Simon-Effekt
Als Simon-Effekt wird in der Psychologie der Befund bezeichnet, dass Antworten auf Reize schneller erfolgen, wenn sich Reiz und Reaktion am gleichen Ort befinden, selbst dann, wenn die Reizposition irrelevant für die Durchführung der Aufgabe ist. Dieser Effekt wurde nach J. R. Simon benannt, der ihn allerdings ursprünglich reaction toward the source nannte. 
Wie der Simon-Effekt genau zustande kommt, ist nicht vollständig geklärt. Er lässt sich sowohl als Ergebnis eines  Konflikts unterschiedlicher räumlicher Codes von Stimulus und Reaktion als auch eines eher generellen Effekts von Kompatibilität bzw. Inkompatibilität betrachten.
Einen ähnlichen Kompatiblitätseffekt konnte Wallace (1971) zeigen: Versuchspersonen reagierten mit einer linken bzw. rechten Taste schneller auf links bzw. rechts dargebotene Reize (also jeweils kongruente Bedingungen), unabhängig davon, ob die linke und rechte Hand der linken und rechten Taste oder durch überkreuzte Hände die linke Hand der rechten Taste und die rechte Hand der linken Taste zugeordnet waren.

## Demonstration des Simon-Effekts
Der Simon-Effekt lässt sich an folgendem Beispiel demonstrieren: Man bittet eine Person, auf Reize, die auf einem Bildschirm dargeboten werden, zu reagieren. Die Reaktion soll erfolgen mittels eines Tastendrucks auf der linken Seite bei grünen Reizen und mittels Tastendruck auf der rechten Seite bei roten Reizen. Anschließend werden den Personen rote und grüne Reize sowohl rechts als auch links auf dem Bildschirm präsentiert. Die Personen reagieren für gewöhnlich schneller, wenn die grünen Reize auf der linken und die roten auf der rechten Seite erscheinen, also auf der jeweils selben Seite wie die zu drückende Taste. Dies zeigt sich, obwohl die Position des Reizes irrelevant für die Bearbeitung der Aufgabe ist, da die Personen gebeten werden, nur auf die Farbe zu reagieren.

## Der affektive Simon-Effekt
Während der klassische Simon-Effekt auf der räumlichen Kongruenz von Reiz und Antwort beruht, beruht der affektive Simon-Effekt auf der affektiven Kongruenz von Reiz und Antwort. Personen sind schneller, wenn sie auf einen positiven Reiz mit einer positiv gefärbten Antwort anstatt einer negativ gefärbten Antwort reagieren sollen und umgekehrt. Als Grund dafür wird eine Kompatibilität bzw. Inkompatibilität von irrelevanter Bewertung des Reizes und relevanter Bewertung der Antwort angenommen.